# مكتبة المعادي
مكتبة المعادي هي مكتبة تقع بحي المعادي بالقاهرة، افتتحت في 30 يونيو 2002 بعد أن أعيد إنشائها. وقد كانت قد افتتحت لأول مرة في 14 من يناير سنة 1991 باسم (مكتبة طفل المعادى)، وتعد المكتبة إحدى المكتبات العامة والصروح الثقافية التي تتبع جمعية مصر للثقافة وتنمية المجتمع (جمعية الرعاية المتكاملة سابقاَ)

## قاعات المكتبة
1. قاعة اطلاع الأطفال: تشتمل على مقتنيات الأطفال حتى سن 18 سنة بالإضافة إلى أجهزة الحاسب الآلي
2. قاعة اطلاع الكبار: تشتمل على مقتنيات الكبار أكبر من 18 سنة، بالإضافة إلى مقيتنات الركن الأمريكى، والركن الصيني.
3. قاعة اجتماعات رئيسية: تستخدم لعقد اللقاءات والاجتماعات وتنظيم الندوات.
4. معامل الحاسب الآلي: تشتمل المكتبة على عدد (4) معامل تستخدم في الدورات التدريبية للحاسب الآلي.
5. قاعة الفنون: تستخدم لورش العمل الفنية بالإضافة إلى دورات رسم وأشغال فنية للكبار والأطفال.
6. قاعة أنشطة: تستضيف أنشطة ترفيهية وفنية للأطفال، ودورات تدريبية وورش عمل.
7. قاعة المواد السمعبصرية: تستخدم لعرض الأفلام.
8. قاعة موسيقية: تقدم دورات الموسيقى والكورال، وتحتوى على الآت موسيقية متعددة مثل البيانو، والأورج، والجيتار.......
9. القاعات الدراسية: تشتمل المكتبة على عدد (6) قاعات، يقدم فيها العديد من الدورات التدريبية وورش العمل مثل دورات اللغات، والدورات الثقافية.
10. المسرح: تضم المكتبة مسرحا يسع حوالى 200 فرد لتقديم عروض فنية وثقافية وسينمائية.

## وصلات خارجية
- الموقع الرسمي للمكتبة